# ثقافة مادية
في العلوم الاجتماعية يشير مصطلح الثقافة المادية الذي ظهر في أواخر القرن التاسع عشر وأوائل القرن العشرين إلى العلاقة بين الأعمال الفنية والعلاقات الاجتماعية. وتعتبر دراسة علاقة الثقافة بالواقع المادي هي العدسة التي يمكن من خلالها مناقشة الاتجاهات الاجتماعية والثقافية. وأحيانًا ما يستخدم هذا المصطلح المؤرخون باسم التاريخ المادي والذي يعني دراسة الأشياء القديمة لفهم ثقافة معينة، كيف تم تنظيمها وكيف كانت تعمل على مر الزمن.
وتعتمد علاقة البشر بالأشياء وإدراكهم لها على الجانبين الثقافي والاجتماعي. وعبرت لجنة اليونسكو عن منظورها لأهمية التراث المادي لدينا في عام 1976 حين صرحت بأن «الملكية الثقافية عنصر من العناصر الهامة لهوية الشعب» يعتمد كيان الأمة على ما لديها من الثقافة«(رولاندس، 2002: 127)»  وعلى الرغم من أن حماية التراث الثقافي يمكن أن تساعد على تمكين الأقليات كما يمكن أن يتسبب الاهتمام بالمعالم الأثرية الرسمية في صمت مختلف أنواع التاريخ.
وتمتد جذور هذا المسار في المتاحف، ولكن كان هناك «تحول عن هذه النظريات المفضلة كالنفائس لدى ستونهنج وكولا إلى المواد الاستهلاكية مثل حساء الطماطم»  كما لاحظ هذا التحول عدد من الكتب التي تطرقت إلى انغماسنا في العالم المادي من خلال أشياء محددة مثل الأقلام الرصاص والسحابات ودورات المياه وزهور التوليب وغير ذلك.
وأصبح هذا الحوار النقدي حول الثقافة المادية المعاصرة جانبًا هامًا من جوانب تعليم التصميم لأنه يقدم للمصممين رؤى جديدة حول مدى تأثير ممارساتهم من الناحية الاجتماعية والبيئية. وقدمت هذه النقاشات للثقافة المادية انتقادات حول النزعة الاستهلاكية والإلقاء بالثقافة بعيدًا وعدم الاهتمام بها. ويمكن أن نرى نهجًا جديدة للمدرسة المادية من خلال أفكار مثل التصميم من المهد إلى اللحد وكذلك التكنولوجيا المناسبة.
يدرس علماء الآثار الثقافة المادية للمجتمعات القديمة وتدرس هذه المجتمعات من خلال بقايا ثقافتها المادية.